# یواس‌اس دالونگا (وای‌تی‌بی-۷۷۰)
یواس‌اس دالونگا (وای‌تی‌بی-۷۷۰) (به انگلیسی: USS Dahlonega (YTB-770)) یک کشتی بود که طول آن ۱۰۹ فوت (۳۳ متر) بود. این کشتی در سال ۱۹۶۴ ساخته شد.